# Kvaternik
Kvaternik je priimek več znanih ljudi: 

## Znani slovenski nosilci priimka
- Franc Kvaternik (1919—1981), fizik in pedagog
- Franc Kvaternik (1933—2018), arhitekt, politik
- Janez Kvaternik - Kamniški, ljubitelj srednjega veka
- Krešimir Kvaternik, gradbenik, hidroenergetik?
- Mateja Kvaternik Zupan, arhitektka, pesnica
- Peter Kvaternik (1950—2020), duhovnik, pastoralni teolog, pedagog
- Rok Kvaternik (*1971), založnik, podjetnik, popotnik in fotograf
- Tina Kvaternik (*1978), košarkarica

## Znani tuji nosilci priimka
- Eugen Kvaternik (1825—1871), hrvaški politik in publicist
- Eugen Dido Kvaternik (1910—1962), hrvaški ustaški general
- Slavko Kvaternik (1878—1947), hrvaški general in politik